# Cytisus austriacus
Cytisus austriacus är en ärtväxtart som beskrevs av Carl von Linné. Cytisus austriacus ingår i släktet kvastginster, och familjen ärtväxter.

## Underarter
Arten delas in i följande underarter:
- C. a. austriacus
- C. a. heuffelii
- C. a. microphyllus
- C. a. pygmaeus
- C. a. rochelii

## Bildgalleri

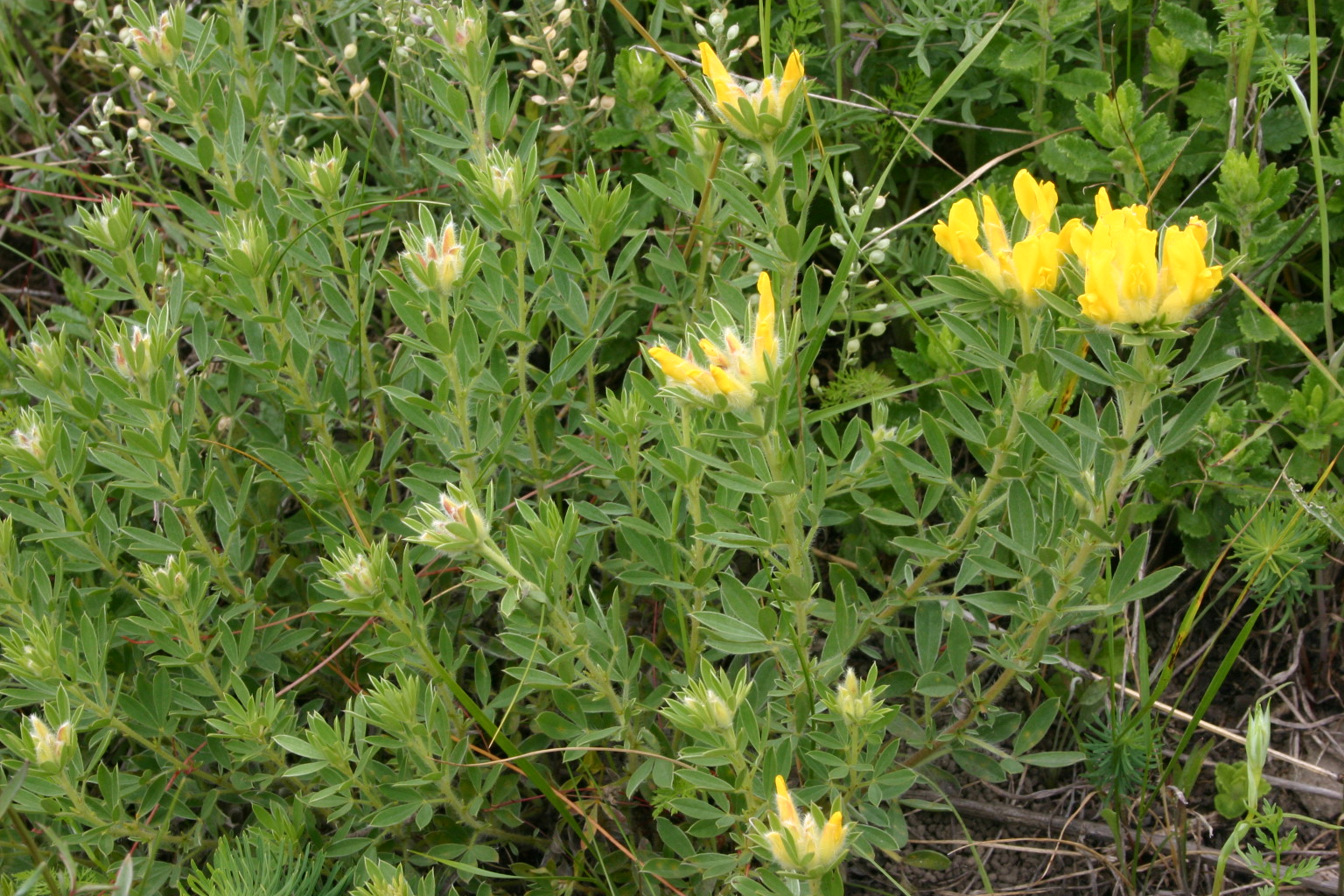
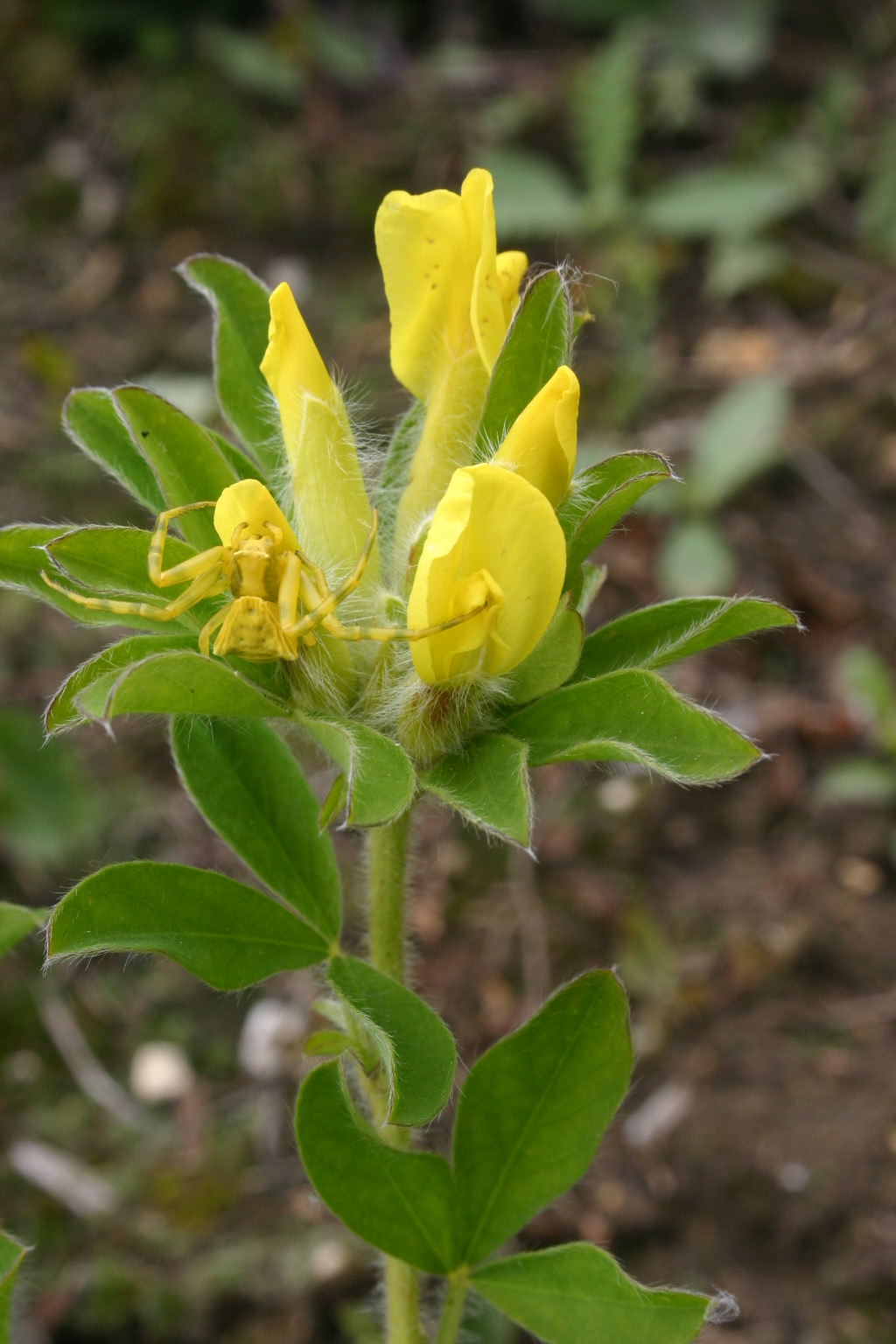
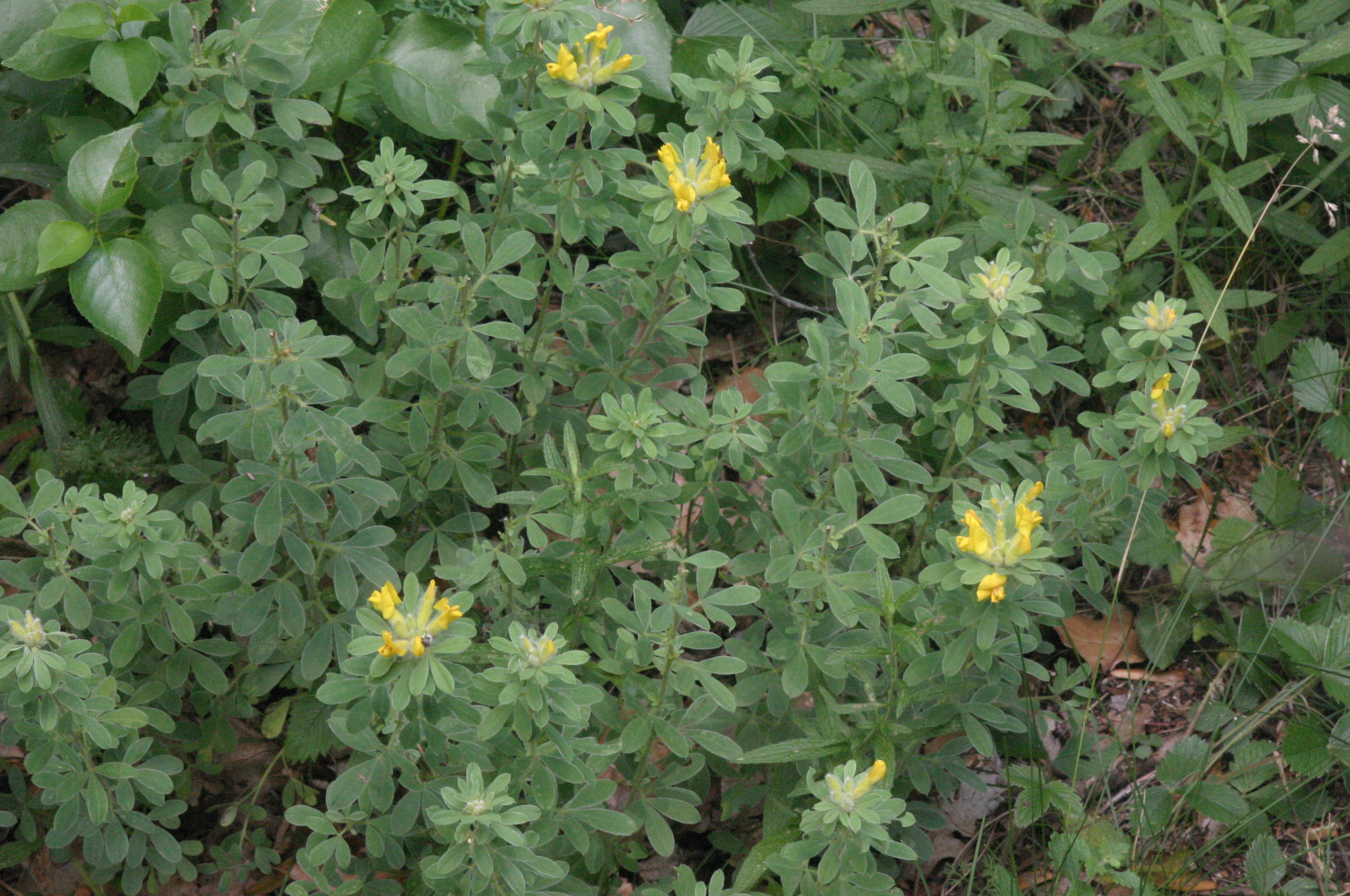
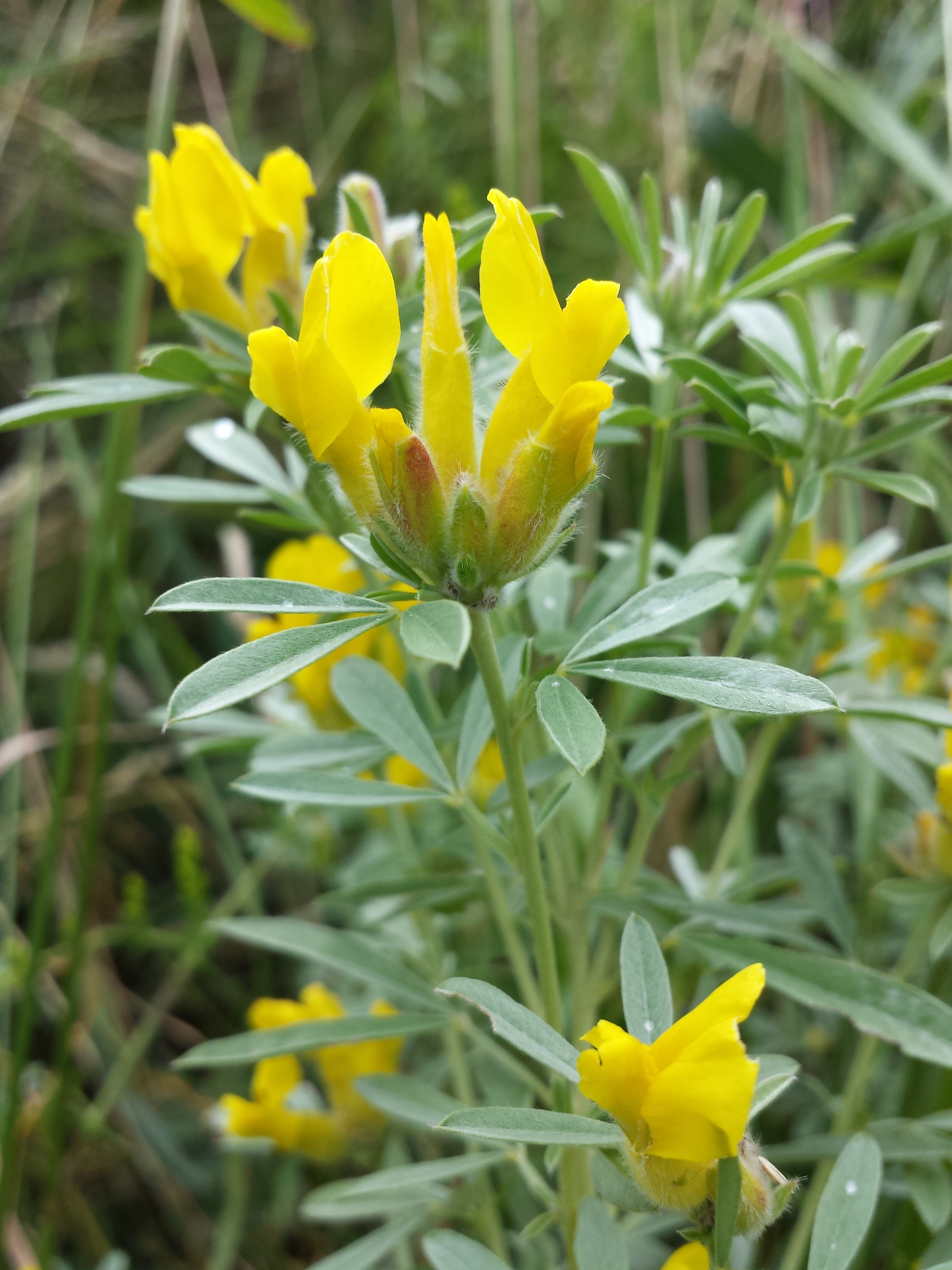
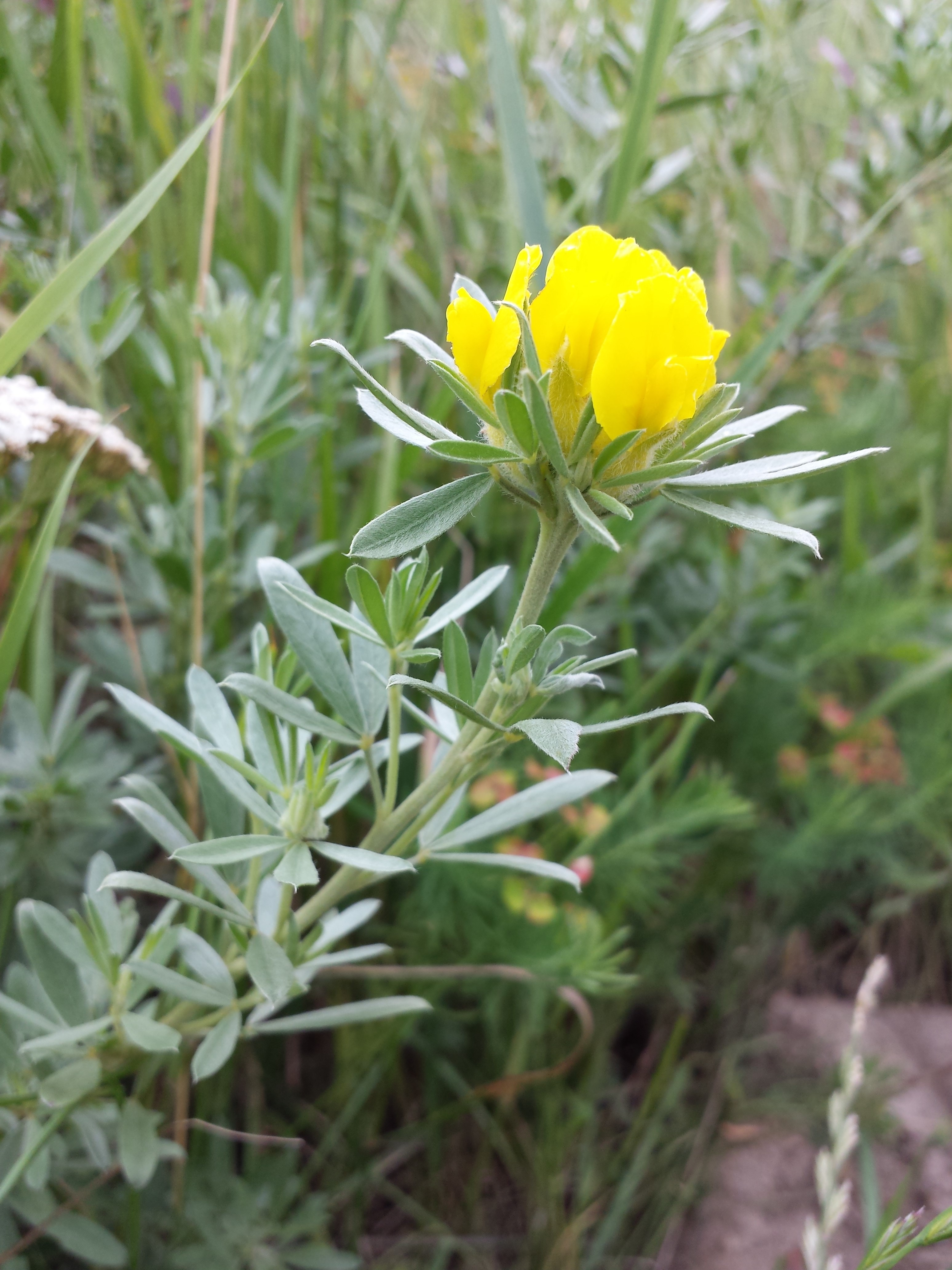
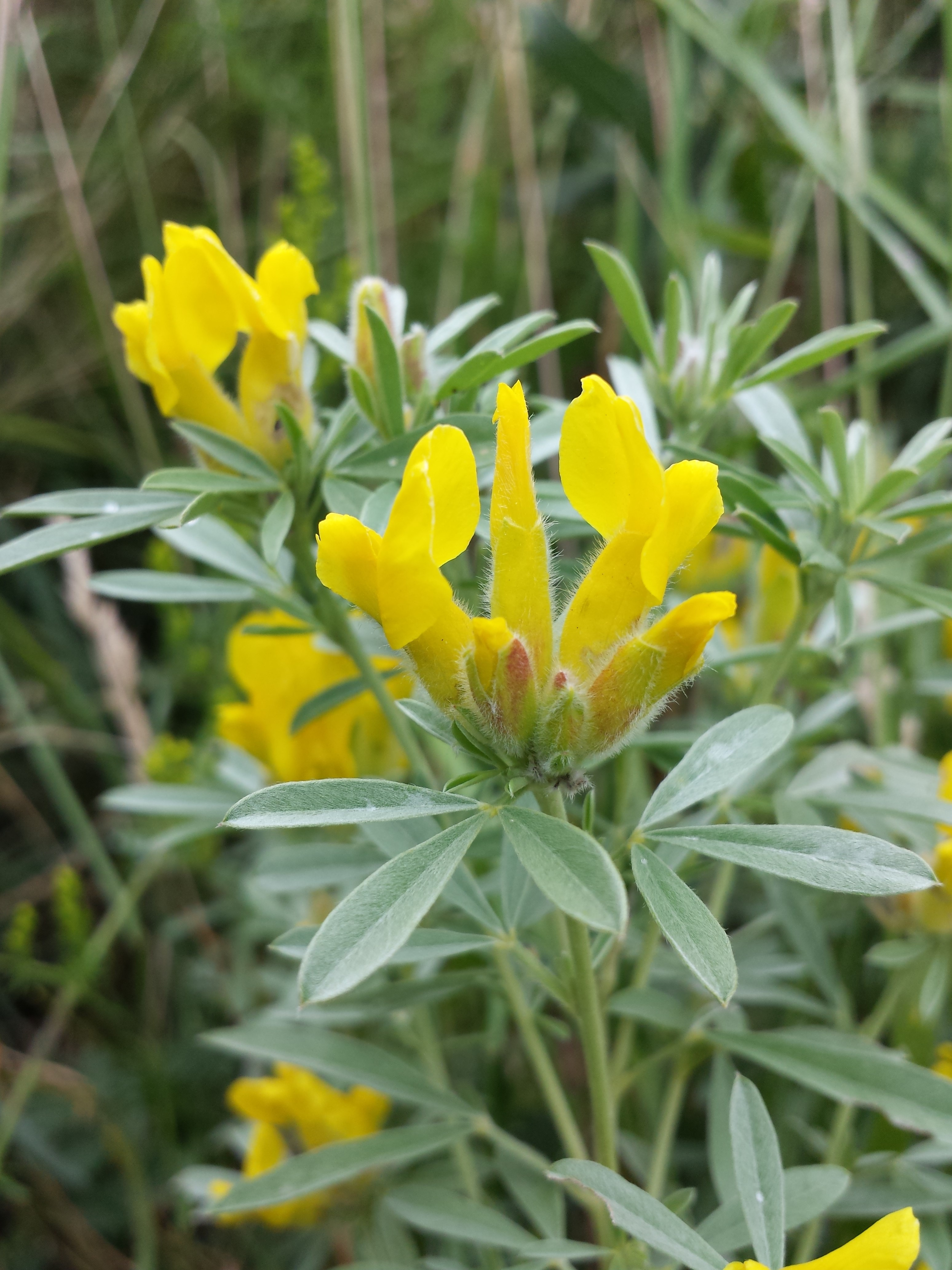